# Letecké muzeum v Kunovicích
Letecké muzeum v Kunovicích (dříve Letecké muzeum Kunovice) je letecké muzeum v Kunovicích na Uherskohradišťsku ve Zlínském kraji. Bylo založené v roce 1970 pod názvem Slovácké letecké muzeum. 

## Zaměření
Muzeum se zaměřuje na historii české a československé letecké výroby a českého a československého letectva se zaměřením na leteckou historii jihovýchodní Moravy. Muzeum funguje jako pobočný spolek Slováckého aeroklubu Kunovice. Většina jeho členů v muzeu působí jako dobrovolníci.

## Historie
Letecké muzeum Kunovice vzniklo v roce 1970 jako Slovácké letecké muzeum, dobrovolnická organizace při Letu Kunovice. Jeho zakladateli byli pracovníci Letu Kunovice Jiří Marek a Alois Hráček, kteří se pro založení muzea rozhodli poté, co se jim nepodařilo v šedesátých letech před sešrotováním zachránit letadla Siebel Si 204 a Fairchild UC-61. V roce 1974 muzeum vystavilo své první letadlo, akrobatický proudový letoun L-29 A Akrobat. Do té doby mělo ve sbírkách pouze menší předměty. Dalším exponátem se stal cvičný vrtulový stroj C-11. V počátcích muzeum vystavovalo letadla přímo v prostorech závodu. V polovině osmdesátých let se pak rozrůstající sbírky přesunuly vedle závodu do místa zvaného Hektary v blízkosti vzletové a přistávací dráhy kunovického letiště.
Už koncem osmdesátých let ale vyřazená letadla opět začala bránit Letu Kunovice v dalším rozvoji, tentokrát v souvislosti s projektem L-610. Muzeum proto přešlo pod Slovácký aeroklub a v roce 1991 se přesunulo na pozemky města v jeho blízkosti. V roce 2005 byla podepsána třístranná smlouva o spolupráci mezi Slováckým muzeem v blízkém Uherském Hradišti, městem Kunovice a Slováckým aeroklubem Kunovice, kterou Slovácký aeroklub provoz leteckého muzea, nově přejmenovaného na Letecké muzeum Kunovice, svěřil Slováckému muzeu.
V roce 2012 bývalí muzejníci a členové Slováckého aeroklubu okolo Martina Hrabce vyjádřili nesouhlas s vývojem muzea, které pod Slováckým muzeem stagnovalo, a založili iniciativu Zachraňte Letecké muzeum v Kunovice. Svůj nesouhlas iniciativa vyjádřila například uspořádáním veřejného umývání letadel nazvaného Akce U v roce 2014, při kterém s pomocí dobrovolníků zbavily letadla letitých nánosů špíny.
V roce 2015 došlo na základě aktivity iniciativy k rozvázání smlouvy se Slováckým muzeem a letecké muzeum, nově přejmenované na Letecké muzeum v Kunovicích, přešlo zpět pod správu Slováckého aeroklubu. V následujícím roce pak muzeum pod vedením Martina Hrabce uspořádalo sbírku Velký Přelet na záchranu vládního letounu Tu-154, který například přivezl vítězné hokejisty z olympiády v Naganu v roce 1998. Ve sbírce vybralo přes tisíc přispěvatelů 1 220 811 Kč na převoz a vystavení letadla. Ještě téhož roku muzejníci letadlo převezli do Kunovic a v roce 2018 jej vystavili.
Od roku 2017 muzeum spravuje spolek Letecké muzeum v Kunovicích pobočka Slováckého aeroklubu Kunovice.

## Expozice
Expozice Leteckého muzea v Kunovicích sestává z letadel československé a české výroby a z letadel, která sloužila v českém a československém letectvu. Součástí areálu je také místnost s miniexpozicí věnované historii letounu L-200 Morava, dětská interaktivní a edukační zóna a výstavka delaborované letecké munice.
Typy letadel, které v roce 2022 tvořily expozici, byly:
- C-11
- Ae-45
- L-200
- L-410 (včetně prototypů)
- L-610
- L-13
- Z-37 (včetně prototypu vojenské turbovrtulové verze TM)
- Z-126
- L-29 (včetně verze Akrobat)
- L-39
- Il-14
- Jak-40
- Tu-154
- MiG-15
- MiG-19
- MiG-21
- MiG-23
- Su-7
- Mi-4

Dále jsou v expozici vystaveny vlečný terč, radiolokátor, několik leteckých motorů a průzkumný dron.